# Двухпятнистый астианакс
Двухпятнистый астианакс (лат. Astyanax bimaculatus) — вид пресноводных лучепёрых рыб из семейства харациновых.
Максимальная длина тела 17,5 см, а масса — 91,6 г. Окраска тела серебристого цвета. Вид распространён от Панамы до бассейна реки Амазонки. Живёт в чистых реках, небольших ручьях, дренажных каналах и в искусственных прудах и водохранилищах. Предпочитает температуру от 20 до 28 °С. Питается зоопланктоном, детритом.
Хорошо размножается в неволе. Продолжительность жизни может составлять до 18 лет.